# لهجة خليجية
اللهجة الخليجية هي لهجة مُعيَّنة يتحدث بها سكان ساحلي الخليج العربي، ويبلغ عدد مُتحدِّثيها حوالي السبعة ملايين نسمة. تتفرع اللهجات الخليجية من عائلة لهجات شبه الجزيرة العربية، إلا أن مصطلح «خليجي» و«لهجة خليجية» في الاستخدام الشائع قد يشير إلى اللهجات التي يُتحدث بها في دول مجلس التعاون عمومًا.

## التوزع الجغرافي

انتشار اللهجات العربية في العالم العربي، مع اللهجة الخليجية باللون البني

يتمركز متحدثو الخليجية في ساحل الجزيرة العربية الشرقي وساحل إيران الغربي ناحية خوزستان.
يتحدث سكان الإمارات العديد من اللهجات من بينها اللهجة الخليجية. كما قد تُعتبر اللهجة الإماراتية العامة كوينه خليجية.
في إيران يوجد حوالي أربعة ملايين شخص يتكلمون باللهجة الخليجية، تُعد اللغة العربية لغة الأغلبية في محافظة خوزستان إلا أن اللهجة السائدة في هذه المحافظة خليط من اللهجات الخليجية والعراقية و هي تختلف عن لهجة الساحل الشرقي التي بعيدة عن اللهجات العراقية وتعد لهجات عرب إيران أكثر اللهجات الخليجية تأثرًا بالفارسية.
يتحدث بعض سكان البحرين، خاصة السنة، اللهجة البحرينية التي تصنف جينيًّا تحت اللهجة الخليجية، بينما يتحدث الشيعة باللهجة البحرانية التي تنتمي لعائلة لغات شبه الجزيرة العربية.
يوجد في السعودية حوالي 200.000 شخص يتحدثون اللهجة الخليجية، من بين أكثر من 30 مليون نسمة، معظمهم يتواجدون في المنطقة الشرقية.
كما هو الحال في الإمارات وعمان، يتحدث بعض سكان العراق في الجنوب تحديدًا اللهجة الخليجية.
يتحدث سكان عمان العديد من اللهجات العربية من بينها الخليجية، وشهدت عُمان أيضًا ولادة كوينة (لهجة مختلطة) خليجية جديدة يُتحدث بها في مدينة عبري التي تقع على مقربة من مختلف اللهجات.
في قطر، تعد اللهجة القطرية اللهجة الوطنية والسائدة في دوائر القطريين.
نشأت اللهجة الكويتية، وهي لهجة خليجية، جراء اتحاد عدة لهجات عربية، وقد كان العديد من المهاجرين إلى الكويت من المتحدثين بلهجات خليجية متنوعة.

## النطق

### الصوامت
|          |          | شفوي | شفوي        | بين أسناني | أسناني لثوي | أسناني لثوي | غاري | طبقي | لهوي | حلقي | حنجري |
| مُرقّق     | مفخم     | شفوي | شفوي        | بين أسناني |             |             | غاري | طبقي | لهوي | حلقي | حنجري |
| مُرقّق     | مفخم     | مُرقّق | مفخم        | بين أسناني |             |             | غاري | طبقي | لهوي | حلقي | حنجري |
| -------- | -------- | ---- | ----------- | ---------- | ----------- | ----------- | ---- | ---- | ---- | ---- | ----- |
| أنفي     | أنفي     | ‎m‏    | (شفوي أنفي) |            | ‎n‏           |             |      |      |      |      |       |
| انفجاري  | مهموس    | (‎p‏)  |             |            | ‎t‏           | ‎tˤ‏          | ‎tʃ‏   | ‎k‏    | ‎q‏    |      | ‎ʔ‏     |
| انفجاري  | مجهور    | ‎b‏    | (bˤ)        |            | ‎d‏           |             | ‎dʒ‏   | ‎ɡ‏    |      |      |       |
| احتكاكي  | مهموس    | ‎f‏    |             | ‎θ‏          | ‎s‏           | ‎sˤ‏          | ‎ʃ‏    | ‎x‏~‎χ‏  | ‎x‏~‎χ‏  | ‎ħ‏    | ‎h‏     |
| احتكاكي  | مجهور    |      |             | ‎ð‏          | ‎z‏           | ‎ðˤ‏          |      | ‎ɣ‏~‎ʁ‏  | ‎ɣ‏~‎ʁ‏  | ‎ʕ‏    |       |
| مُكرّر     | مُكرّر     |      |             |            | ‎r‏           | (‎rˤ‏)        |      |      |      |      |       |
| شبه صامت | شبه صامت |      |             |            | ‎l‏           | (‎ɫ‏)         | ‎j‏    | ‎w‏    |      |      |       |

#### المصوتات
|       | أمامي | أمامي | مركزي | مركزي | مصوت خلفي | مصوت خلفي |
| قصير  | طويل  | قصير  | طويل  | قصير  | طويل      |           |
| ----- | ----- | ----- | ----- | ----- | --------- | --------- |
| مغلق  | ‎i‏     | ‎iː‏    |       |       | ‎u‏         | ‎uː‏        |
| متوسط | ‎e‏     | ‎eː‏    |       |       | ‎o‏         | ‎oː‏        |
| مفتوح | ‎æ‏     | ‎æː‏    | ‎a‏     | ‎aː‏    | ‎ɑ‏         | ‎ɑː‏        |

## وصلات خارجية
- Awde، Nicholas؛ Smith، Kevin (2003)، Arabic dictionary، London: Bennett & Bloom، ISBN:1-898948-20-8
- Frawley، William (2003)، International Encyclopedia of Linguistics، Oxford University Press، ج. 1، ISBN:0195139771، مؤرشف من الأصل في 2016-12-11
- Holes، Clive (2001)، Dialect, Culture, and Society in Eastern Arabia: Glossary، Brill، ISBN:9004107630، مؤرشف من الأصل في 2017-10-14
- Qafisheh، Hamdi A. (1977)، A short reference grammar of Gulf Arabic، Tucson, Az.: University of Arizona Press، ISBN:0-8165-0570-5